# Emma Pooley
Emma Jane Pooley (ur. 3 października 1982 w Londynie) – brytyjska kolarka szosowa, wicemistrzyni olimpijska i czterokrotna medalistka mistrzostw świata.
Studiowała w Trinity Hall na Uniwersytecie Cambridge, gdzie uzyskała tytuł inżyniera .

## Kariera
Pierwszy sukces osiągnęła w 2008 roku, kiedy zdobyła srebrny medal w indywidualnej jeździe na czas podczas igrzysk olimpijskich w Pekinie. W zawodach tych wyprzedziła ją jedynie Amerykanka Kristin Armstrong, a trzecie miejsce zajęła Karin Thürig ze Szwajcarii. Na tych samych igrzyskach Brytyjka zajęła 23. pozycję w wyścigu ze startu wspólnego. Na rozgrywanych dwa lata później mistrzostwach świata w Melbourne Pooley zwyciężyła w indywidualnej jeździe na czas, bezpośrednio wyprzedzając Niemkę Judith Arndt i Lindę Villumsen z Nowej Zelandii. W tej samej konkurencji zajęła trzecie miejsce na mistrzostwach w Kopenhadze - wyprzedziły ją Arndt i Villumsen. Ponadto podczas rozgrywanych w 2012 roku mistrzostw świata w Valkenburgu wspólnie z koleżankami z drużyny AA Drink-leontien.nl zdobyła brązowy medal w drużynowej jeździe na czas. Startowała także na igrzyskach olimpijskich w Londynie, zajmując szóste miejsce w swej koronnej konkurencji oraz 40. miejsce w wyścigu ze startu wspólnego. Ponadto wygrała między innymi Trofeo Alfredo Binda-Comune di Cittiglio w 2008 i 2011 roku, Grand Prix de Plouay féminin w latach 2009 i 2010 oraz Tour de France w 2009 roku.

## Najważniejsze zwycięstwa i sukcesy
- 2008
  - srebrny medal igrzysk olimpijskich w jeździe indywidualnej na czas
  - 8. miejsce w mistrzostwach świata w jeździe indywidualnej na czas
- 2009
  - Coupe du Monde Cycliste Féminine de Montréal
  - Tour de France
    - dwa wygrane etapy (1. i 3.)

  - 4. Giro d'Italia
  -  mistrzostwo kraju w jeździe indywidualnej na czas
- 2010
  -  mistrzostwo kraju w wyścigu ze startu wspólnego
  -  mistrzostwo kraju w jeździe indywidualnej na czas
  -  mistrzostwo świata w jeździe indywidualnej na czas
- 2011
  - 2. Giro d'Italia
    - wygrany 8. etap

  - brązowy medal mistrzostw świata w jeździe indywidualnej na czas